# Großer Preis von Großbritannien 2017
Der Große Preis von Großbritannien  2017 (offiziell 2017 Formula 1 Rolex British Grand Prix) fand am 16. Juli auf dem Silverstone Circuit in Silverstone statt und war das zehnte Rennen der Formel-1-Weltmeisterschaft 2017.

## Bericht

### Hintergründe
Nach dem Großen Preis von Österreich führte Sebastian Vettel in der Fahrerwertung mit 20 Punkten vor Lewis Hamilton und mit 35 Punkten vor Valtteri Bottas. In der Konstrukteurswertung führte Mercedes mit 33 Punkten vor Ferrari und mit 135 Punkten vor Red Bull Racing.
Beim Großen Preis von Großbritannien stellte Pirelli den Fahrern die Reifenmischungen P Zero Medium (weiß), P Zero Soft (gelb) und P Zero Supersoft (rot) sowie für Nässe Cinturato Intermediates (grün) und Cinturato Full-Wets (blau) zur Verfügung.
Im Vergleich zum Vorjahr wurden mehrere Änderungen an der Strecke vorgenommen. In Abbey, Farm, Brooklands, Copse, Stowe und Vale wurden die Anzahl der Reifenstapel sowie der TecPro-Barrieren erhöht, außerdem wurden in Copse und Club eine zweite Reihe an Randsteinen installiert. Der Fangzaun zwischen Chapel und Stowe wurde erneuert.
Es gab zwei DRS-Zonen, die im Vergleich zum Vorjahr unverändert blieben. Die erste Zone begann 30 Meter nach der Aintree Corner, der Messpunkt lag 25 Meter vor Village Corner. Die zweite DRS-Zone befand sich auf der Hangar Straight, 55 Meter nach der Chapel, der Messpunkt befand sich am Eingang der Maggotts.
Bei diesem Rennen verwendete Ferrari erstmals das Motorenupdate, das in Österreich bereits vom Haas-Team eingesetzt wurde.
Carlos Sainz jr. bestritt seinen 50. Grand Prix.
Daniil Kwjat, Vettel (jeweils sieben), Kevin Magnussen, Jolyon Palmer, Sergio Pérez, Sainz jr., Stoffel Vandoorne (jeweils fünf), Nico Hülkenberg, Esteban Ocon (jeweils vier), Romain Grosjean (drei), Hamilton, Felipe Massa, Pascal Wehrlein (jeweils zwei) und Max Verstappen (einer) gingen mit Strafpunkten ins Rennwochenende.
Mit Hamilton (viermal), Fernando Alonso (zweimal), Kimi Räikkönen und Vettel (jeweils einmal) traten vier ehemalige Sieger zu diesem Grand Prix an.
Rennkommissare waren Gerd Ennser (DEU), Nicky Moffitt (GBR), Nish Shetty (SGP) und Danny Sullivan (USA).
Bei der technischen Abnahme vor dem Rennwochenende wurde festgestellt, dass am Toro Rosso STR12 von Sainz jr. ein Halteseil beschädigt war, das für die Fixierung des Rades im Falle eines Unfalls notwendig war. Bei einer genaueren Überprüfung des Halteseils wurde festgestellt, dass das Halteseil nicht nur beschädigt war, sondern dass daran mehrere ausgeschnittene Fasern zusammengeknotet waren. Die Rennkommissare leiteten eine Untersuchung gegen das Team ein, da sie davon ausgingen, dass eine Manipulation eines sicherheitsrelevanten Bauteils stattgefunden habe und das Team somit vom unsicheren Zustand des Fahrzeugs wissen musste. Diese Untersuchung ergab, dass keine Manipulation an dem Halteseil vorgenommen wurde. Laut des Herstellers der Halteseile seien die verknoteten Fasern standardmäßig vorhanden und die Halteseile auch so homologiert worden. Das bemängelte Halteseil wurde dennoch ausgetauscht, unter anderem, weil die Fasern Abnutzungserscheinungen zeigten und daran Staub, möglicherweise von der Bremsanlage, entdeckt wurde.

### Training
Im ersten freien Training fuhr Bottas mit einer Rundenzeit von 1:29,106 Minuten die Bestzeit vor Hamilton und Verstappen. In diesem Training testete mit Vettel erstmals ein Pilot das Shield-Sicherheitssystem, das für die Formel-1-Weltmeisterschaft 2018 als Alternative zum Halo-System erprobt wurde.
Im zweiten freien Training war Bottas in 1:28,496 Minuten erneut Schnellster vor Hamilton und Räikkönen.
Die Bestzeit im dritten freien Training fuhr Hamilton in 1:28,063 Minuten vor Vettel und Bottas.

### Qualifying
Das Qualifying bestand aus drei Teilen mit einer Nettolaufzeit von 45 Minuten. Im ersten Qualifying-Segment (Q1) hatten die Fahrer 18 Minuten Zeit, um sich für das Rennen zu qualifizieren. Alle Fahrer, die im ersten Abschnitt eine Zeit erzielten, die maximal 107 Prozent der schnellsten Rundenzeit betrug, qualifizierten sich für den Grand Prix. Die besten 15 Fahrer erreichten den nächsten Teil. Das Qualifying begann auf nasser Strecke, die im Laufe des ersten Segmentes abtrocknete, so dass in den letzten Sekunden die schnellsten Zeiten gefahren wurden. Alonso war Schnellster. Daniel Ricciardo erlitt einen technischen Defekt und konnte gegen Ende des Segmentes keine schnelle Rundenzeit mehr fahren. Außer ihm schieden die Sauber-Piloten sowie Magnussen und Lance Stroll aus.
Der zweite Abschnitt (Q2) dauerte 15 Minuten. Die schnellsten zehn Piloten qualifizierten sich für den dritten Teil des Qualifyings. Hamilton war Schnellster. Massa, die Toro Rosso-Piloten, Alonso und Palmer schieden aus.
Der letzte Abschnitt (Q3) ging über eine Zeit von zwölf Minuten, in denen die ersten zehn Startpositionen vergeben wurden. Hamilton fuhr mit einer Rundenzeit von 1:26,600 Minuten die Bestzeit vor Räikkönen und Vettel. Es war die 67. Pole-Position für Hamilton in der Formel-1-Weltmeisterschaft, der nun nur noch eine Pole-Position hinter Rekordhalter Michael Schumacher lag. Außerdem erzielte er die fünfte Pole-Position in Großbritannien und zog hier mit dem Rekordhalter Jim Clark gleich.
Bottas wurde wegen eines vorzeitigen Getriebewechsels um fünf Startplätze nach hinten versetzt. Ricciardo wurde insgesamt 15 Plätze wegen eines vorzeitigen Getriebe- und Motorwechsels nach hinten versetzt. Alonso wurde ebenfalls aufgrund des Wechsels von Motor und Getriebe um 30 Plätze nach hinten versetzt.

### Rennen
In der Einführungsrunde erlitt Palmer einen Hydraulikschaden und konnte nicht am Rennen teilnehmen. Es wurde eine weitere Einführungsrunde gefahren und so wurde der Grand Prix auf 51 Runden statt der geplanten 52 Runden verkürzt.
Beim Start setzte sich Hamilton problemlos ab und verschaffte sich nach nur einer Runde einen Vorsprung von 1,6 Sekunden auf Räikkönen. Vettel wurde von Platz drei startend von Verstappen überholt. Bottas startete seine Aufholjagd in Richtung des zweiten Platzes und überholte sowohl McLaren-Honda-Fahrer Vandoorne als auch Pérez im Force India, die von den Plätzen acht bzw. sechs starteten. Ein von Kwjat verursachter Unfall der Toro Rosso-Fahrer Sainz jr. und Kwjat selbst brachte das Safety-Car in der zweiten Runde zum Einsatz. Sainz jr. schied aus, während Kwjat weiterfuhr, das Rennen aber nach einer Durchfahrtsstrafe nur als Fünfzehnter beendete.
Beim Restart setzte sich Hamilton erneut ab und baute in den folgenden Runden einen Vorsprung auf den Zweitplatzierten Räikkönen auf, der ihm den Sieg sicherte. Unterdessen setzte Bottas seine Aufholjagd fort und verbesserte sich vor Runde 7 auf den fünften Platz, wobei er Ocon und Hülkenberg überholte. Vettel blieb nach dem Restart hinter dem Red Bull von Verstappen stecken. Bei einem Überholversuch berührten sich die beiden, konnte allerdings weiterfahren und Vettel blieb hinter Verstappen. Vettel überholte ihn schließlich, nachdem er in Runde 18, eine Runde früher als Verstappen, an die Box kam.
Bottas, der als einziger unter den Top Ten auf den langsameren, aber langlebigeren Soft-Reifen statt auf Supersoft-Versionen startete, blieb bis Runde 32 draußen und kam dann wegen der Supersoft-Reifen an die Box. Als er die schnellste Runde fuhr, holte er Vettel bald ein, überholte ihn in Runde 44 und rückte auf den dritten Platz vor. Unterdessen verbesserte sich auch Ricciardo, der von Startplatz 19 startete, und überholte unter anderem Alonso, Pérez und Magnussen. Am Ende wurde er Fünfter.
In den letzten Runden erlitten beide Ferrari Reifenschäden. In Runde 49 erlitt Räikkönen einen Reifenschaden am linken Vorderreifen. Mit einem relativ kurzen Weg zur Box verlor Räikkönen nur den zweiten Platz an Bottas und schaffte es trotzdem, Dritter zu werden. Vettel hatte in Runde 51 einen Reifenschaden und musste fast die gesamte Runde mit einem geplatzten Reifen an die Box zurückkehren. Durch den langen Weg zurück an die Box verlor er viel Zeit und fiel auf den siebten Platz zurück.
Hamilton gewann schließlich das Rennen vor Bottas und Räikkönen. Es war Hamiltons 57. Sieg in der Formel-1-Weltmeisterschaft, davon der fünfte in Großbritannien. Bottas erzielte die siebte und Räikkönen die dritte Podestplatzierung der Saison. Die restlichen Punkteplatzierungen belegten Verstappen, Ricciardo, Hülkenberg, Vettel, Ocon, Pérez und Massa.
Sowohl in der Fahrer- als auch in der Konstrukteurswertung blieben die ersten drei Plätze unverändert.

## Meldeliste
| Team                          | Nr. | Fahrer             | Chassis                   | Motor                         | Reifen |
| ----------------------------- | --- | ------------------ | ------------------------- | ----------------------------- | ------ |
| Mercedes AMG Petronas F1 Team | 44  | Lewis Hamilton     | Mercedes F1 W08 EQ Power+ | Mercedes-AMG F1 M08 EQ Power+ | P      |
| Mercedes AMG Petronas F1 Team | 77  | Valtteri Bottas    | Mercedes F1 W08 EQ Power+ | Mercedes-AMG F1 M08 EQ Power+ | P      |
| Red Bull Racing               | 03  | Daniel Ricciardo   | Red Bull RB13             | TAG Heuer                     | P      |
| Red Bull Racing               | 33  | Max Verstappen     | Red Bull RB13             | TAG Heuer                     | P      |
| Scuderia Ferrari              | 05  | Sebastian Vettel   | Ferrari SF70H             | Ferrari 062                   | P      |
| Scuderia Ferrari              | 07  | Kimi Räikkönen     | Ferrari SF70H             | Ferrari 062                   | P      |
| Sahara Force India F1 Team    | 11  | Sergio Pérez       | Force India VJM10         | Mercedes-AMG F1 M08 EQ Power+ | P      |
| Sahara Force India F1 Team    | 31  | Esteban Ocon       | Force India VJM10         | Mercedes-AMG F1 M08 EQ Power+ | P      |
| Williams Martini Racing       | 19  | Felipe Massa       | Williams FW40             | Mercedes-AMG F1 M08 EQ Power+ | P      |
| Williams Martini Racing       | 18  | Lance Stroll       | Williams FW40             | Mercedes-AMG F1 M08 EQ Power+ | P      |
| McLaren Honda                 | 14  | Fernando Alonso    | McLaren MCL32             | Honda RA617H                  | P      |
| McLaren Honda                 | 02  | Stoffel Vandoorne  | McLaren MCL32             | Honda RA617H                  | P      |
| Scuderia Toro Rosso           | 26  | Daniil Kwjat       | Toro Rosso STR12          | Renault R.E.17                | P      |
| Scuderia Toro Rosso           | 55  | Carlos Sainz jr.   | Toro Rosso STR12          | Renault R.E.17                | P      |
| Haas F1 Team                  | 08  | Romain Grosjean    | Haas VF-17                | Ferrari 062                   | P      |
| Haas F1 Team                  | 20  | Kevin Magnussen    | Haas VF-17                | Ferrari 062                   | P      |
| Haas F1 Team                  | 50  | Antonio Giovinazzi | Haas VF-17                | Ferrari 062                   | P      |
| Renault Sport F1 Team         | 27  | Nico Hülkenberg    | Renault R.S.17            | Renault R.E.17                | P      |
| Renault Sport F1 Team         | 30  | Jolyon Palmer      | Renault R.S.17            | Renault R.E.17                | P      |
| Sauber F1 Team                | 09  | Marcus Ericsson    | Sauber C36                | Ferrari 061                   | P      |
| Sauber F1 Team                | 94  | Pascal Wehrlein    | Sauber C36                | Ferrari 061                   | P      |

Anmerkungen
1. 1 2  Der Haas mit der Startnummer 50 wurde im ersten freien Training für Giovinazzi eingesetzt. Magnussen übernahm das Fahrzeug anschließend für das restliche Rennwochenende mit seiner Startnummer 20.

## Klassifikationen

### Qualifying
| Pos.                                                                      | Fahrer            | Konstrukteur         | Q1       | Q2       | Q3       | Start |
| ------------------------------------------------------------------------- | ----------------- | -------------------- | -------- | -------- | -------- | ----- |
| 01                                                                        | Lewis Hamilton    | Mercedes             | 1:39,069 | 1:27,893 | 1:26,600 | 01    |
| 02                                                                        | Kimi Räikkönen    | Ferrari              | 1:40,455 | 1:28,992 | 1:27,147 | 02    |
| 03                                                                        | Sebastian Vettel  | Ferrari              | 1:39,962 | 1:28,978 | 1:27,356 | 03    |
| 04                                                                        | Valtteri Bottas   | Mercedes             | 1:39.698 | 1:28.732 | 1:27.376 | 09    |
| 05                                                                        | Max Verstappen    | Red Bull-TAG Heuer   | 1:38.912 | 1:29.431 | 1:28.130 | 04    |
| 06                                                                        | Nico Hülkenberg   | Renault              | 1:39,201 | 1:29,340 | 1:28,856 | 05    |
| 07                                                                        | Sergio Pérez      | Force India-Mercedes | 1:42,009 | 1:29,824 | 1:28,902 | 06    |
| 08                                                                        | Esteban Ocon      | Force India-Mercedes | 1:39,738 | 1:29,701 | 1:29,074 | 07    |
| 09                                                                        | Stoffel Vandoorne | McLaren-Honda        | 1:40,011 | 1:30,105 | 1:29,418 | 08    |
| 10                                                                        | Romain Grosjean   | Haas-Ferrari         | 1:42,042 | 1:29,966 | 1:29,549 | 10    |
| 11                                                                        | Jolyon Palmer     | Renault              | 1:41,404 | 1:30,193 | –        | 11    |
| 12                                                                        | Daniil Kwjat      | Toro Rosso-Renault   | 1:41,726 | 1:30,355 | –        | 12    |
| 13                                                                        | Fernando Alonso   | McLaren-Honda        | 1:37,598 | 1:30,600 | –        | 20    |
| 14                                                                        | Carlos Sainz jr.  | Toro Rosso-Renault   | 1:41,114 | 1:31,368 | –        | 13    |
| 15                                                                        | Felipe Massa      | Williams-Mercedes    | 1:41,874 | 1:31,482 | –        | 14    |
| 16                                                                        | Lance Stroll      | Williams-Mercedes    | 1:42,573 | –        | –        | 15    |
| 17                                                                        | Kevin Magnussen   | Haas-Ferrari         | 1:42,577 | –        | –        | 16    |
| 18                                                                        | Pascal Wehrlein   | Sauber-Ferrari       | 1:42,593 | –        | –        | 17    |
| 19                                                                        | Marcus Ericsson   | Sauber-Ferrari       | 1:42,633 | –        | –        | 18    |
| 20                                                                        | Daniel Ricciardo  | Red Bull-TAG Heuer   | 1:42,966 | –        | –        | 19    |
| 107-Prozent-Zeit: 1:44,429 min (bezogen auf Q1-Bestzeit von 1:37,598 min) |                   |                      |          |          |          |       |

Anmerkungen
1. ↑  Bottas wurde wegen eines vorzeitigen Getriebewechsels um fünf Positionen nach hinten versetzt
2. ↑  Alonso wurde wegen der Verwendung der achten MGU-H, des achten Turboladers, des sechsten Verbrennungsmotors und der sechsten MGU-K in dieser Saison um insgesamt 30 Positionen nach hinten versetzt
3. ↑  Ricciardo wurde wegen eines vorzeitigen Getriebewechsels und der Verwendung der fünften MGU-H um insgesamt 15 Positionen nach hinten versetzt

### Rennen
| Pos. | Fahrer            | Konstrukteur         | Runden | Stopps | Zeit        | Start | Schnellste Runde |
| ---- | ----------------- | -------------------- | ------ | ------ | ----------- | ----- | ---------------- |
| 01   | Lewis Hamilton    | Mercedes             | 51     | 1      | 1:21:27,430 | 01    | 1:30,621 (48.)   |
| 02   | Valtteri Bottas   | Mercedes             | 51     | 1      | + 14,063    | 09    | 1:30,678 (51.)   |
| 03   | Kimi Räikkönen    | Ferrari              | 51     | 2      | + 36,570    | 02    | 1:31,517 (44.)   |
| 04   | Max Verstappen    | Red Bull-TAG Heuer   | 51     | 2      | + 52,125    | 04    | 1:30,678 (51.)   |
| 05   | Daniel Ricciardo  | Red Bull-TAG Heuer   | 51     | 1      | + 1:05,955  | 19    | 1:31,874 (47.)   |
| 06   | Nico Hülkenberg   | Renault              | 51     | 1      | + 1:08,109  | 05    | 1:32,577 (43.)   |
| 07   | Sebastian Vettel  | Ferrari              | 51     | 2      | + 1:33,989  | 03    | 1:31,872 (38.)   |
| 08   | Esteban Ocon      | Force India-Mercedes | 50     | 1      | + 1 Runde   | 07    | 1:33,521 (39.)   |
| 09   | Sergio Pérez      | Force India-Mercedes | 50     | 1      | + 1 Runde   | 06    | 1:33,504 (42.)   |
| 10   | Felipe Massa      | Williams-Mercedes    | 50     | 1      | + 1 Runde   | 14    | 1:33,562 (39.)   |
| 11   | Stoffel Vandoorne | McLaren-Honda        | 50     | 1      | + 1 Runde   | 08    | 1:33,464 (43.)   |
| 12   | Kevin Magnussen   | Haas-Ferrari         | 50     | 1      | + 1 Runde   | 16    | 1:32,683 (41.)   |
| 13   | Romain Grosjean   | Haas-Ferrari         | 50     | 2      | + 1 Runde   | 10    | 1:32,290 (45.)   |
| 14   | Marcus Ericsson   | Sauber-Ferrari       | 50     | 1      | + 1 Runde   | 18    | 1:33,119 (30.)   |
| 15   | Daniil Kwjat      | Toro Rosso-Renault   | 50     | 3      | + 1 Runde   | 12    | 1:33,594 (29.)   |
| 16   | Lance Stroll      | Williams-Mercedes    | 50     | 2      | + 1 Runde   | 15    | 1:33,400 (44.)   |
| 17   | Pascal Wehrlein   | Sauber-Ferrari       | 50     | 3      | + 1 Runde   | 17    | 1:33,342 (34.)   |
| –    | Fernando Alonso   | McLaren-Honda        | 32     | 1      | DNF         | 20    | 1:34,263 (22.)   |
| –    | Carlos Sainz jr.  | Toro Rosso-Renault   | 0      | 0      | DNF         | 13    | –                |
| DNS  | Jolyon Palmer     | Renault              | –      | –      | –           | 11    | –                |

## WM-Stände nach dem Rennen
Die ersten zehn des Rennens bekamen 25, 18, 15, 12, 10, 8, 6, 4, 2 bzw. 1 Punkt(e).

### Fahrerwertung
| Pos. | Fahrer           | Konstrukteur         | Punkte |
| ---- | ---------------- | -------------------- | ------ |
| 01   | Sebastian Vettel | Ferrari              | 177    |
| 02   | Lewis Hamilton   | Mercedes             | 176    |
| 03   | Valtteri Bottas  | Mercedes             | 154    |
| 04   | Daniel Ricciardo | Red Bull-TAG Heuer   | 117    |
| 05   | Kimi Räikkönen   | Ferrari              | 98     |
| 06   | Max Verstappen   | Red Bull-TAG Heuer   | 57     |
| 07   | Sergio Pérez     | Force India-Mercedes | 52     |
| 08   | Esteban Ocon     | Force India-Mercedes | 43     |
| 09   | Carlos Sainz jr. | Toro Rosso-Renault   | 29     |
| 10   | Nico Hülkenberg  | Renault              | 26     |
| 11   | Felipe Massa     | Williams-Mercedes    | 23     |

| Pos. | Fahrer             | Konstrukteur       | Punkte |
| ---- | ------------------ | ------------------ | ------ |
| 12   | Lance Stroll       | Williams-Mercedes  | 18     |
| 13   | Romain Grosjean    | Haas-Ferrari       | 18     |
| 14   | Kevin Magnussen    | Haas-Ferrari       | 11     |
| 15   | Pascal Wehrlein    | Sauber-Ferrari     | 5      |
| 16   | Daniil Kwjat       | Toro Rosso-Renault | 4      |
| 17   | Fernando Alonso    | McLaren-Honda      | 2      |
| 18   | Jolyon Palmer      | Renault            | 0      |
| 19   | Marcus Ericsson    | Sauber-Ferrari     | 0      |
| 20   | Stoffel Vandoorne  | McLaren-Honda      | 0      |
| 21   | Antonio Giovinazzi | Sauber-Ferrari     | 0      |
| –    | Jenson Button      | McLaren-Honda      | 0      |

### Konstrukteurswertung
| Pos. | Konstrukteur         | Punkte |
| ---- | -------------------- | ------ |
| 1    | Mercedes             | 330    |
| 2    | Ferrari              | 275    |
| 3    | Red Bull-TAG Heuer   | 174    |
| 4    | Force India-Mercedes | 95     |
| 5    | Williams-Mercedes    | 41     |

| Pos. | Konstrukteur       | Punkte |
| ---- | ------------------ | ------ |
| 06   | Toro Rosso-Renault | 33     |
| 07   | Haas-Ferrari       | 29     |
| 08   | Renault            | 26     |
| 09   | Sauber-Ferrari     | 5      |
| 10   | McLaren-Honda      | 2      |